# John E. Barr
John E. Barr (ur. 13 sierpnia 1913 w Aberdeen w Szkocji, zm. 4 grudnia 2010 w Nowym Jorku) – brytyjski działacz religijny, członek Ciała Kierowniczego Świadków Jehowy.

## Życiorys
John E. Barr pochodził z rodziny Świadków Jehowy (jednej z pierwszych w północnej Szkocji). Jego babcia Émilie Jewell została ochrzczona w 1908 roku, jego ojciec w 1912 roku, a on sam w 1932 roku, po ukończeniu szkoły. Zaraz potem został pionierem. W kwietniu 1939 roku został członkiem Biura Oddziału w Wielkiej Brytanii. Następnie trzy lata pracował jako nadzorca obwodu, odwiedzający brytyjskie zbory, by w kwietniu 1946 powrócić do Biura Oddziału.
29 października 1960 wziął ślub z misjonarką Biblijnej Szkoły Strażnicy – Gilead – Mildred Willett i przez długi czas nadal był pionierem. W 1976 roku wraz z wprowadzeniem Komitetów Oddziałów został członkiem Komitetu w Wielkiej Brytanii. Po powołaniu we wrześniu 1977 roku do Ciała Kierowniczego przeprowadził się na nowojorski Brooklyn. Zmarł tam w grudniu 2010 roku.